# J.J. Juez
J.J. Juez é uma telenovela mexicana produzida por Valentín Pimstein para a Televisa e exibida pelo El Canal de las Estrellas entre 16 de julho de 1979 e 8 de fevereiro de 1980.
Se trata de um remake da novela chilena J.J. Juez produzida em 1975. 
Foi protagonizada por Blanca Sánchez e Salvador Pineda e antagonizada por Joaquín Cordero e Silvia Pasquel.

## Sinopse
Julia Jiménez é uma bela e inteligente jovem advogada que teve uma carreira de sucesso na Cidade do México. Um dia ele descobre que em uma cidade remota chamada Troncales, um crime é cometido: o jovem aldeão Raúl Gondra é encontrado assassinado. Julia recebe o cargo de juíza encarregada da investigação, e ela aceita sem hesitar, não só por seu desejo de fazer justiça como uma boa advogada, mas também porque seu pai mora lá, um homem que abandonou sua mãe quando ela era. muito jovem, e que por causa dele ele morreu de tristeza e desolação. É por isso que Julia buscará vingança contra aquele homem que tanto fez mal a sua mãe.
Assim, Julia, ou "JJ Juez", se instala em Truncales e começa seu trabalho. Mas ela percebe que não será fácil, porque os moradores não estão muito dispostos a colaborar. Grande parte da culpa é de Nicolás Garmendia, um dos homens mais poderosos de Troncales e algo como o "cacique" da cidade, e de quem os habitantes têm muito medo. Mesmo com todas as dificuldades, Julia encontra pessoas que se oferecem para ajudá-la, como Martín, o irmão mais velho do jovem assassinado. Martín tem um ódio profundo por Nicolás, porque ele tirou ilegalmente as terras que pertenciam a seu pai e que por direito correspondem a ele. Martín também suspeita que Nicolás seja o assassino de seu irmão. Mas a situação vai se complicar quando ele conhecer a filha de Garmendia, Paula, uma garota pedante e ambiciosa que se apaixona loucamente por Martín e estará disposta a tudo para conquistá-lo.
Na cidade convivem personagens de todo tipo, que também se oferecem para ajudar Julia, como Mestre Bondade, um professor carismático que faz jus ao apelido; Marcial, o médico da cidade, Pajarito, a simpática secretária de Julia; Hamlet, o peculiar carteiro, Malvina e Hilario, os donos da única cantina de Troncales, e Paulette, uma enigmática francesa que de repente chega à cidade com um propósito oculto. Apesar do assédio de Paula, Martín se apaixona por Julia e ela lhe corresponde, porém, ele terá que enfrentar a vingativa Paula que não permite que sejam felizes, e com os diferentes e dolorosos segredos que vão surgindo aos poucos como ela avanços em sua investigação.

## Elenco
- Blanca Sánchez - Julia Jiménez "J.J. Juez"
- Salvador Pineda - Martín Gondra
- Joaquín Cordero - Nicolás Garmendia
- Silvia Pasquel - Paula Garmendia
- Renata Flores - Irene Garmendia
- José Elías Moreno - Rodrigo Garmendia
- Guillermo Orea - Maestro Bondad
- Lilia Aragón - Gilda
- Sonia Furio - Natalia
- Miguel Córcega - Hilario
- Lorenzo de Rodas - Gonzalo
- Luis Bayardo - Pajarito
- Arturo Lorca - Hamlet
- Nadia Haro Oliva - Paulette Villamora
- Héctor Cruz - Bruno
- Luis Torner - Anselmo
- Virginia Gimeno - Marga
- Héctor Gómez - Marcial
- Tita Grieg - Malvina
- Odiseo Bichir - Raúl Gondra
- Alma Delfina
- Enrique Gilabert - Juez